# Суперкубок Украины по футболу 2021
Суперкубок Украины по футболу 2021 — 18-й розыгрыш Суперкубка Украины, который состоялся 22 сентября 2021 года на стадионе НСК «Олимпийский» в Киеве. В матче встретились чемпион Украины сезона 2020/21 и обладатель Кубка киевское «Динамо» и серебряный призёр чемпионата Украины 2020/21 донецкий «Шахтёр». Четвёртый год подряд титул защищало «Динамо». Для «Динамо» и «Шахтёра» это 14-е участие в розыгрыше Суперкубка: в предыдущих 13-ти киевляне побеждали 8 раз, а дончане — 5.
Судил встречу Андрей Коваленко из Полтавы. Титульным спонсором Суперкубка являлась букмекерская компания VBet.
Донецкий «Шахтёр» обыграл киевское «Динамо» со счётом 3:0, а голами отличились Лассина Траоре, оформивший дубль, и Алан Патрик. Донецкий клуб стал 9-кратным обладателем Суперкубка Украины и по этому показателю сравнялся с «Динамо», которое было единоличным лидером по количеству подобных титулов. Лучшим игроком матча был признан нападающий «Шахтёра» Лассина Траоре.
Второй раз в истории матч за Суперкубок Украины состоялся на стадионе НСК «Олимпийский» в Киеве.

## Дата и место проведения
3 июня 2021 года в Днепре на заседании Исполнительного комитета Украинской ассоциации футбола, в соответствии с планом-календарём Всеукраинских соревнований по футболу среди команд клубов Премьер-лиги сезона 2021/22, была утверждена дата проведения Суперкубка Украины сезона 2021 года — 24 июля 2021 года.
15 июня 2021 года на собрании участников украинской Премьер-лиги было принято решение о проведении матча в Киеве в НСК «Олимпийском», а номинальным хозяином определён «Шахтёр».
6 июля 2021 года было принято решение о переносе матча на 22 сентября 2021 года из-за напряженного графика игр обеих команд.

## Команды

### Достижения в розыгрышах Суперкубка Украины
| Команда           | Предыдущие участия (победы выделены)                                                               |
| ----------------- | -------------------------------------------------------------------------------------------------- |
| «Динамо» (Киев)   | 9 (2004, 2005, 2006, 2007, 2008, 2009, 2011, 2014, 2015, 2016, 2017, 2018, 2019, 2020)             |
| «Шахтёр» (Донецк) | 8 (2004, 2005, 2006, 2007, 2008, 2010, 2011, 2012, 2013, 2014, 2015, 2016, 2017, 2018, 2019, 2020) |

9 раз Суперкубок Украины выигрывало «Динамо», 8 раз — «Шахтёр» (другие украинские команды ни разу не брали Суперкубок). При этом дончане чаще участвовали в матчах за Суперкубок. На их счету 8 поражений, на счету киевлян — 5.

### Встречи клубов в розыгрышах Суперкубка Украины
| Дата                          | Место   | Хозяева  | Оппонент | Счёт          | Стадион       | Авторы голов «Динамо»                       | Авторы голов «Шахтёра»                  |
| ----------------------------- | ------- | -------- | -------- | ------------- | ------------- | ------------------------------------------- | --------------------------------------- |
| Суперкубок Украины по футболу |         |          |          |               |               |                                             |                                         |
| 10.07.2004                    | Одесса  | «Динамо» | «Шахтёр» | 1:1, пен. 6:5 | «Черноморец»  | Гусев 21′                                   | Левандовский 76′                        |
| 09.07.2005                    | Одесса  | «Динамо» | «Шахтёр» | 1:1, пен. 3:4 | «Черноморец»  | Белькевич 32′                               | Элано 5′                                |
| 16.07.2006                    | Одесса  | «Динамо» | «Шахтёр» | 2:0           | «Черноморец»  | Маркович 10′, Милевский 88′                 | —                                       |
| 10.07.2007                    | Одесса  | «Динамо» | «Шахтёр» | 2:2, пен. 4:2 | «Черноморец»  | Михалик 26′, 30′                            | Гладкий 14′, Ткаченко 55′               |
| 15.07.2008                    | Полтава | «Динамо» | «Шахтёр» | 1:1, пен. 3:5 | «Ворскла»     | Милевский 6′                                | Чигринский 38′                          |
| 05.07.2011                    | Полтава | «Динамо» | «Шахтёр» | 3:1           | «Ворскла»     | Гусев 5′ (пен.), Диакате 32′, Милевский 83′ | Фернандиньо 11′                         |
| 22.07.2014                    | Львов   | «Динамо» | «Шахтёр» | 0:2           | «Арена Львов» | —                                           | Гладкий 75′, Марлос 90+3′               |
| 14.07.2015                    | Одесса  | «Динамо» | «Шахтёр» | 0:2           | «Черноморец»  | —                                           | Срна 90+2′ (пен.), Бернард 90+4′ (пен.) |
| 16.07.2016                    | Одесса  | «Динамо» | «Шахтёр» | 1:1, пен. 4:3 | «Черноморец»  | Вида 80′                                    | Фред 58′                                |
| 15.07.2017                    | Одесса  | «Динамо» | «Шахтёр» | 0:2           | «Черноморец»  | —                                           | Феррейра 8′, 56′                        |
| 21.07.2018                    | Одесса  | «Динамо» | «Шахтёр» | 1:0           | «Черноморец»  | Буяльский 18′                               | —                                       |
| 25.07.2019                    | Одесса  | «Динамо» | «Шахтёр» | 2:1           | «Черноморец»  | Бурда 80′, Гармаш 83′                       | Алан Патрик 45+2′                       |
| 25.08.2020                    | Киев    | «Динамо» | «Шахтёр» | 3:1           | «Олимпийский» | Де Пена 20′, Родригеш 31′, Соль 83′         | Мораес 37′                              |

Матч за Суперкубок Украины 2021 года — 14-я встреча между «Динамо» и «Шахтёром» в рамках этого турнира. В предыдущих 13 «бело-синие» побеждали 8 раз, «оранжево-чёрные» — 5. При этом пять раз судьба трофея решалась в серии послематчевых пенальти. 3 раза победителем серии было «Динамо», 2 раза — «Шахтёр». Разница мячей немного лучше у киевлян — 17:15.
9 раз клубы разыгрывали Суперкубок в Одессе, 2 раза — в Полтаве, по 1 разу — во Львове и Киеве. Матч 2021 года стал вторым, проведённым в Киеве.

## Организация матча

### Бригада судей
20 сентября 2021 года комитет Украинской ассоциации футбола объявил список официальных лиц на матч за Суперкубок Украины 2021. Главным судьёй поединка был назначен Андрей Коваленко из Полтавы, помощниками — Семён Шлончак из Черкасс и Андрей Скрипка из Кропивницкого. Четвёртым судьей стал Игорь Пасхал (Херсон), резервным помощником — Александр Жуков (Харьков), наблюдателем судейства — Сергей Задиран (Днепр). Также были назначены: судья VAR — Евгений Арановский (Киев), ассистент VAR — Виктор Матяш (Донецк), наблюдатель VAR — Леонид Ярмолинский (Киевская обл.).

### Перед матчем
«Шахтёр» готовился к игре на поле спортивного комплекса «Святошин». Во вторник, 21 сентября, состоялась открытая тренировка: журналисты могли наблюдать за сессией в течение 15 минут и задать свои вопросы главному тренеру Роберто де Дзерби.
Утром в день игры на стадионе состоялось предматчевое совещание, на котором были утверждены ключевые вопросы по организации матча. В том числе была определена форма, в которой команды выйдут на поле (бело-голубой для полевых игроков и серый для вратаря комплекты у «Динамо», оранжево-чёрный для полевых и зелёный для вратаря — у «Шахтёра»).
Президент «Динамо» Игорь Суркис поделился ожиданиями от предстоящей игры, заявив, что выбрана не совсем удобная дата для проведения матча, поскольку команде предстоит два тяжелейших поединка в Лиге чемпионов. Учитывая то, что донецкий «Шахтёр» проиграл «Шерифу», в этом матче для них будет очень многое решаться, добавив, что у киевлян ситуация чуть получше, одно очко есть одно очко. Он также заявил, что для него матч с «Шахтёром» такой же важный, как игры с «Баварией», «Барселоной» и «Бенфикой».
Согласно регламенту и согласованному с Министерством здравоохранения Украины протоколу, стадион мог быть заполнен не более чем на 60 % с учётом некоторых карантинных ограничений: зрители должны были иметь при себе маски, а также обработать руки перед входом на стадион. Рассадка болельщиков производилась в шахматном порядке.

## Трансляции
В Украине правами на трансляцию Суперкубка Украины владел телеканал «Футбол». Также матч в прямом эфире транслировался в США, Канаде, Великобритании и Польше по системе pay-per-view. Стоимость трансляции составляла 5 $.

## Обзор матча

### Перед началом
Перед матчем главным кадровым вопросом у «Динамо» были позиции вратаря и нападающего. Тренер киевской команды Мирча Луческу выставил в воротах Дениса Бойко, а в нападении в стартовом составе неожиданно вышел Владислав Супряга. Также, Николай Шапаренко, который пропустил занятие с командой накануне игры, вышел на поле с первых минут.
У «Шахтёра» вместо находящегося в не лучшей форме Тете на позиции правого инвертированного вингера сыграл опытный Марлос. В качестве условной «десятки» действовал Алан Патрик, а на левый фланг атаки, на этот раз вышел Педриньо. В центре поля в паре с Майконом сыграл Тарас Степаненко. Опытный хавбек был важен в этом матче с точки зрения своих оборонительных навыков игры и должен был добавить «Шахтёру» баланса между атакой и обороной.
Интернет-издание Football.ua перед матчем запустило голосование, в котором читатели ресурса определили фаворита на победу в турнире, в котором 71,2 % (2785 голосов) проголосовали за «Динамо», а 28,8 % (1128 голосов) — за «Шахтёр».

### Церемония открытия

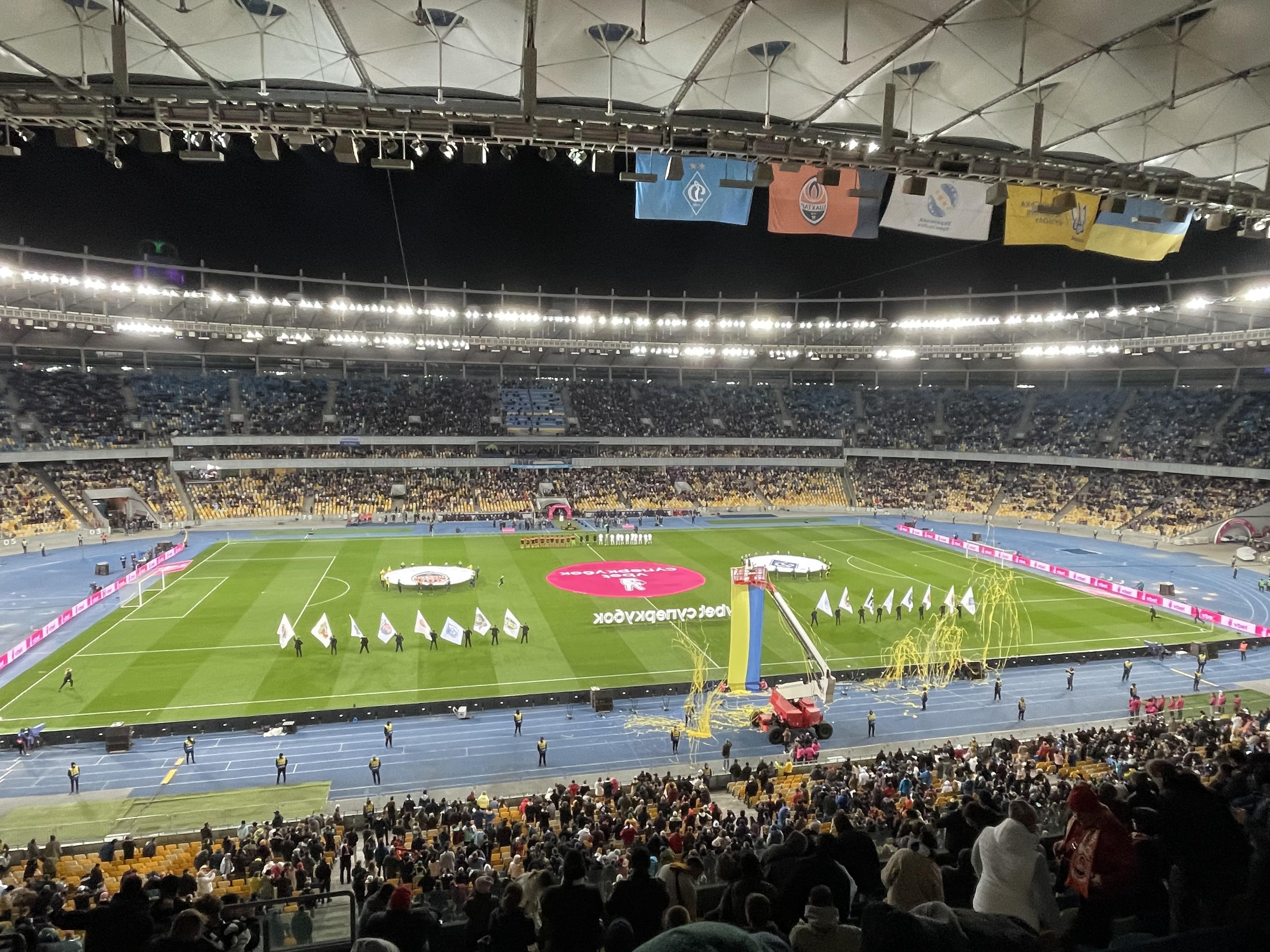
Церемония открытия

Перед началом поединка за Суперкубок Украины прозвучал гимн Украины в живом исполнении Христины Соловий. Затем традиционно были вручены индивидуальные награды лучшим игрокам прошлого сезона. Среди игроков «Динамо» награды получили Виталий Буяльский (лучший игрок УПЛ), Георгий Бущан (лучший вратарь), Илья Забарный (лучший молодой игрок), а также наставник Мирча Луческу (лучший тренер), а среди игроков «Шахтёра» — Анатолий Трубин, который разделил награду лучшего вратаря совместно с Бущаном.

### Первый тайм

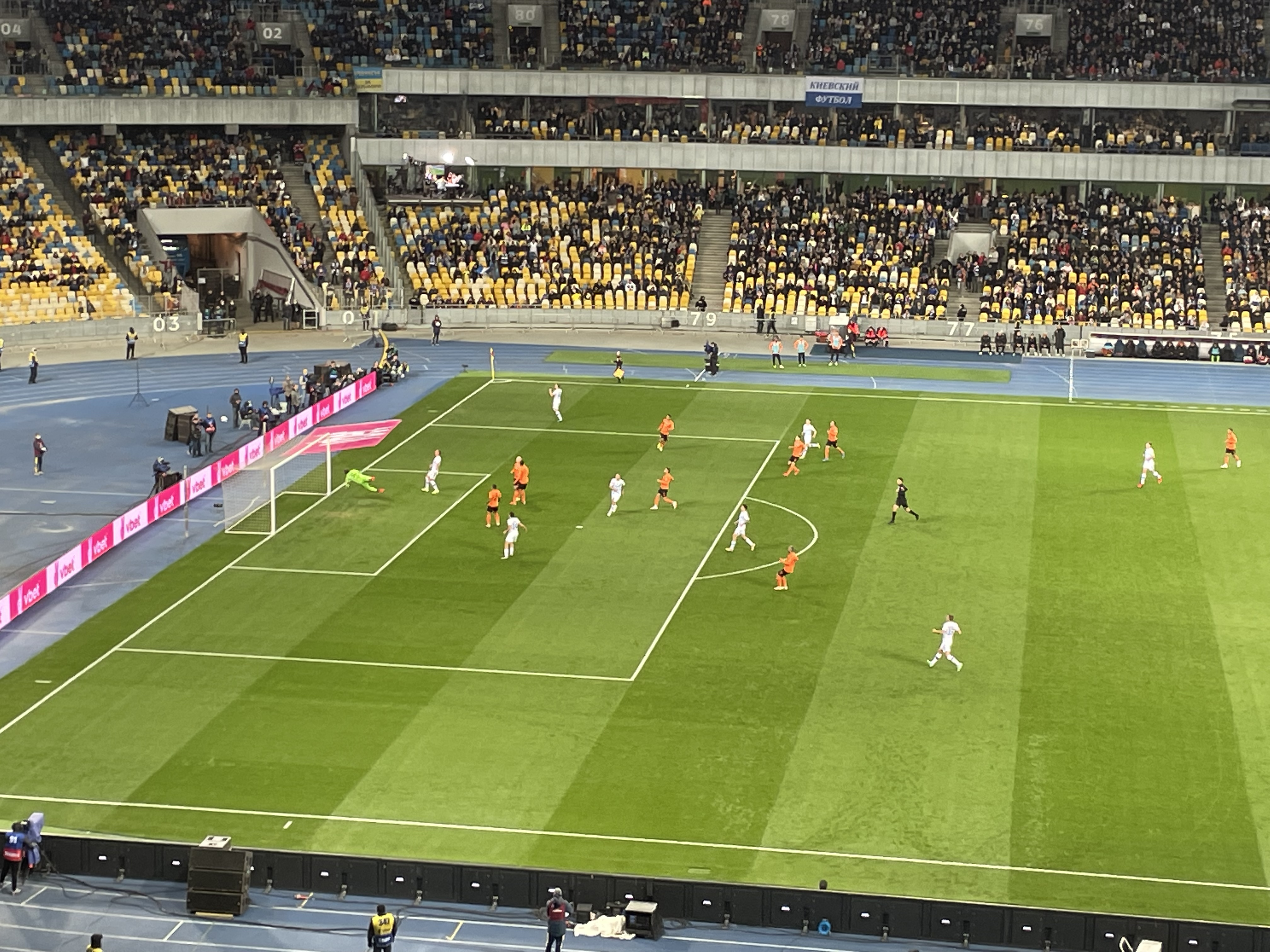
Эпизод у ворот «Шахтёра» на 18-й минуте

Главным событием начала игры стала пауза на 3-й минуте после жёсткого столкновения Исмаили с Николаем Матвиенко и Владиславом Супрягой. Все участники эпизода смогли продолжить встречу, но центральный защитник дончан получил рассечение и до конца матча играл с перебинтованной головой. Через пять минут потянул мышцу Майкон, но врачи «Шахтёра» сумели быстро оказать футболисту медицинскую помощь и тот вернулся на поле.
Дончане пытались высоко встречать соперников, но динамовцам удавалось проводить быстрые атаки. На 12-й минуте мяч после удара Супряги (который сыграл во второй раз в сезоне) с левого фланга попал в ближнюю штангу. Немногим позднее Андрей Пятов смог отразить из-под перекладины удар Томаша Кендзёры, нанесённый после прострела с правого фланга в исполнении Виталия Буяльского. После этого более эффективно атаковал «Шахтёр». Номинальным хозяевам удалось постепенно отодвинуть игру от своих ворот, а по истечении получаса они открыли счёт в матче. После подачи Додо с правого фланга Кендзёра в попытке выбить мяч скинул его на Лассину Траоре, и нападающий «Шахтёра» точно пробил головой в нижний угол ворот. Концовка тайма прошла в обоюдной борьбе, но без голевых моментов, и на перерыв команды ушли с минимальным преимуществом «Шахтёра».

### Второй тайм
После перерыва игроки «Шахтёра» могли увеличить отрыв, но мяч после удара Тараса Степаненко из-за пределов штрафной попал в штангу. Футболисты «Динамо» в попытках отыграться стали активнее атаковать и создавали напряжение у ворот Пятова. Однако на 53-й минуте Педриньо, перехватив мяч в центре поля, быстро отдал его на левый фланг Исмаили, который выполнил прострел в район линии вратарской. Защитники киевлян Денис Бойко и Илья Забарный не успели перехватить пас, и Траоре с близкого расстояния отправил мяч в ворота, отличившись голом во второй раз в матче.
«Динамо» усилило натиск на оборону соперников. Тем не менее, одна из быстрых контратак «Шахтёра» оказалась успешной: на 61-й минуте Майкон забрал мяч у Сергея Сидорчука в центре поля, а Алан Патрик подхватил мяч и провёл его до чужой штрафной, после чего ударил приблизительно с 22-х метров и попал в верхний угол. В оставшееся время наставники обеих команд использовали все свои замены. До завершения поединка оставалось полчаса игрового времени, но футболисты «Динамо» так и не сумели забить гол. На последних минутах последовал удар Виктора Цыганкова над перекладиной, замыкавшего прострел от Александра Караваева с правого фланга, а также удар Дениса Гармаша в сетку с внешней стороны с левого угла штрафной. Больше «Динамо» не создало опасных моментов, и «Шахтёр» впервые за четыре года выиграл Суперкубок.

### Детали
| «Шахтёр» (Донецк)                   | 3:0                    | «Динамо» (Киев) |
| ----------------------------------- | ---------------------- | --------------- |
| - Траоре 30′, 54′ - Алан Патрик 61′ | Протокол УПЛ Отчёт УАФ |                 |

| Шахтёр | Динамо |

| Шахтёр:               |    |                   |     |     |
|                       |    |                   |     |     |
| ВР                    | 30 | Андрей Пятов      |     |     |
| ПЗ                    | 2  | Додо              |     |     |
| ЦЗ                    | 5  | Марлон            | 59' |     |
| ЦЗ                    | 22 | Николай Матвиенко |     |     |
| ЛЗ                    | 31 | Исмаили           | 67' |     |
| ЦОП                   | 27 | Майкон            |     |     |
| ЦОП                   | 6  | Тарас Степаненко  | 78' |     |
| ПП                    | 11 | Марлос            | 68' |     |
| ЦАП                   | 21 | Алан Патрик       | 39' |     |
| ЛП                    | 38 | Педриньо          | 88' | 88' |
| НП                    | 23 | Лассина Траоре    | 78' |     |
| Замены:               |    |                   |     |     |
| ВР                    | 1  | Алексей Шевченко  |     |     |
| ЗЩ                    | 4  | Сергей Кривцов    | 68' | 78' |
| ЗЩ                    | 26 | Ефим Конопля      | 88' |     |
| ЗЩ                    | 44 | Виктор Корниенко  |     |     |
| ЗЩ                    | 49 | Витан             |     |     |
| ЦП                    | 8  | Маркос Антонио    | 78' |     |
| ПЗ                    | 14 | Тете              |     |     |
| ПЗ                    | 19 | Манор Соломон     | 67' |     |
| НП                    | 45 | Даниил Сикан      | 78' |     |
| Главный тренер:       |    |                   |     |     |
| Роберто Де Дзерби 61' |    |                   |     |     |

| Динамо:         |    |                       |       |     |
|                 |    |                       |       |     |
| ВР              | 71 | Денис Бойко           |       |     |
| ЛЗ              | 16 | Виталий Миколенко     |       |     |
| ЦЗ              | 34 | Александр Сирота      | 71'   |     |
| ЦЗ              | 25 | Илья Забарный         | 90+1' |     |
| ПЗ              | 94 | Томаш Кендзёра        | 67'   |     |
| ЦП              | 10 | Николай Шапаренко     | 63'   |     |
| ЦП              | 5  | Сергей Сидорчук       | 67'   |     |
| ЛП              | 14 | Карлос де Пена        | 43'   | 70' |
| ЦАП             | 29 | Виталий Буяльский     | 42'   |     |
| НП              | 15 | Виктор Цыганков       | 80'   |     |
| НП              | 89 | Владислав Супряга     | 67'   |     |
| Замены:         |    |                       |       |     |
| ВР              | 1  | Георгий Бущан         |       |     |
| ЗЩ              | 13 | Артём Шабанов         |       |     |
| ЗЩ              | 20 | Александр Караваев    | 67'   |     |
| ЗЩ              | 24 | Александр Тымчик      |       |     |
| ПЗ              | 7  | Беньямин Вербич       |       |     |
| ПЗ              | 8  | Владимир Шепелев      |       |     |
| ПЗ              | 18 | Александр Андриевский | 67'   |     |
| ПЗ              | 19 | Денис Гармаш          | 67'   |     |
| ПЗ              | 22 | Витиньо               | 70'   |     |
| Главный тренер: |    |                       |       |     |
| Мирча Луческу   |    |                       |       |     |

| Ассистенты главного арбитра: Семён Шлончак (Черкассы) Андрей Скрипка (Кропивницкий) Четвёртый арбитр: Игорь Пасхал (Херсон) Резервный ассистент арбитра: Александр Жуков (Харьков) Наблюдатель арбитража: Сергей Задиран (Днепр) Арбитр VAR: Евгений Арановский (Киев) Ассистент VAR: Виктор Матяш (Донецк) Наблюдатель VAR: Леонид Ярмолинский (Киевская обл.) |

| Обладатель Суперкубка Украины 2021 |
| ---------------------------------- |
|                                    |
| «Шахтёр» (Донецк) 9-й титул        |

### Статистика матча
| Командные показатели | «Шахтёр» | «Динамо» |
| -------------------- | -------- | -------- |
| Удары                | 8        | 11       |
| Удары в створ        | 4        | 2        |
| Угловые              | 2        | 4        |
| Фолы                 | 9        | 12       |
| Офсайды              | 2        | 1        |
| Жёлтые карточки      | 4        | 6        |
| Красные карточки     | 0        | 0        |
| Выиграно единоборств | 67       | 50       |

Источник: Официальный сайт ФК «Шахтёр»

## Анализ тактики
Футбольные аналитики отметили, что обе команды ожидаемо действовали по своим основным схемам — 4-2-3-1.
«Шахтёр» с самого начала встречи контролировал мяч. В позиционной атаке дончане действовали по своей уже традиционной, асимметричной структуре. Центральные защитники, опорные полузащитники и один из крайних защитников создавали условную трапецию и коротким, неспешным розыгрышем мяча провоцировали киевлян на прессинг. Подобная структура у дончан работала и в первой и во второй фазах позиционных атак. В подавляющем большинстве случаев правый верхний угол трапеции занимал Додо, а Исмаили поднимался вверх по флангу и создавал ширину. Справа широкую позицию в линии атаки занимал Марлос. Алан Патрик и Педриньо старались искать векторы и открывались между линиями обороны «Динамо».
Некоторые игроки «Динамо» сознательно держали своего оппонента перед собой, с зазором, но когда мяч оказывался в зоне ответственности футболиста киевского клуба, он сразу активно встречал игрока «Шахтёра». Это были не персональные ориентировки. Неоднократно игроки «Шахтёра» менялись позициями, сохраняя структуру: Додо поднимался вверх, в угол трапеции опускался Марлос, который попадал в опеку Карлоса Де Пены, а Додо встречал Виталия Миколенко.

## Реакция

### Игроки и футбольные эксперты
На послематчевой пресс-конференции тренер «Динамо» Мирча Луческу посетовал, что его подопечные, в отличие от соперников, не смогли воспользоваться созданными моментами. По его мнению, команде нужно было быстрее осуществлять переход от обороны к атаке, как это делали техничные игроки «Шахтёра», забившие за счёт этого два гола. Луческу поздравил дончан с победой, назвав её заслуженной. Также он пожаловался на агрессивную атмосферу, царившую во время матча, и выходы на поле тренерского штаба соперника. Тренер «Шахтёра» Роберто Де Дзерби отметил класс футболистов «Динамо», позволивший им в начале матча оказывать давление на ворота донецкого клуба, и похвалил своих игроков, сумевших перехватить инициативу в игре и в итоге победить во встрече. «Сильная команда „Динамо“ создала нам сложности, но не более», — добавил итальянец.
Полузащитник «Динамо» Александр Караваев в эфире телеканала «Футбол 1» прокомментировал поединок за Суперкубок Украины, сказав, что «Шахтёр» полностью переиграл «Динамо» и что несмотря на моменты у ворот соперника, их команда сыграла дисциплинированно, а игроки «Динамо» не показали всего на что способны. Полузащитник «Шахтёра» и автор третьего гола в матче Алан Патрик отметил хорошую физическую подготовку своих партнёров, а также их желание победить, благодаря чему был достигнут положительный результат. Нападающий донецкого «Шахтёра» Лассина Траоре поздравил одноклубников с отличным выступлением и победой над сильным противником и выразил надежду, что этот титул придаст команде уверенности и гордости. Генеральный директор донецкого «Шахтёра» Сергей Палкин назвал прошедший матч одним из лучших для «Шахтёра» в сезоне по качеству игры.
Экс-тренер «Динамо» и сборной Украины, эксперт телеканалов «Футбол 1/2/3» Йожеф Сабо, прокомментировал победу «Шахтёра», отметив, что команда сыграла хорошо в обороне и выглядела целостной.

### СМИ

Первая полоса журнала Футбол № 73 (1976), иллюстрирующая столкновение Исмаили с Николаем Матвиенко и Владиславом Супрягой на 3-й минуте матча

Главный редактор украинского журнала «Футбол» Артём Франков отметил, что «Динамо» атакуя, создало никак не меньше моментов, чем «Шахтёр», но те, реализовав две контратаки, продемонстрировали «просто убийственную реализацию». Украинское интернет-издание Football.ua написало, что подопечные Роберто Де Дзерби в этой игре уверенно сумели показать высокий уровень в отношение созданных и реализованных голевых моментов, поставив самую высокую оценку среди игроков дончан Лассине Траоре (8,0). По мнению журналистов, у Траоре было два полноценных голевых момента, из которых он выжал максимально успешное завершение, а также отмечены уверенные действия в штрафной площади соперника. Также среди дончан высокие оценки получили Алан Патрик (7,5), Пятов, Исмаили, Майкон, Педриньо (все — по 7,0). Самую низкую оценку получил израильтянин Манор Соломон, который, выйдя на поле под конец матча, не воспользовался своим моментом и ничем не сумел запомниться.
Football.ua оценил игру футболистов «Динамо», отметив неожиданную проблему с поддержанием интенсивности атак сразу после стартового свистка со стороны киевлян, которая во многом предопределила их итоговое поражение. Самую высокую среди «динамовцев» оценку в 5,0 баллов получили Забарный, Сирота, Миколенко, Цыганков, Шапаренко, Буяльский, Караваев, Супряга и Гармаш. Самой низкой оценкой (4,0) были отмечены вратарь Бойко («Шахтёр» нанес в створ ворот соперников суммарно шесть ударов, из которых три оказались в итоге забитыми мячами) и капитан Сидорчук (которому не хватало активности для полноценного поддержания атак команды, а также совершившему результативную ошибку на чужой половине, после которой соперники забили третий гол).
Итальянское издание Calciomercato отметило, что наставник «Шахтёра» Роберто Де Дзерби смог «уверенно обыграть самого Мирчу Луческу, которого он сам считает великим». Другое издание Football Italia отметило, что для Де Дзерби Суперкубок стал первым в карьере трофеем и заявило, что победа в матче способна сильно повлиять на предстоящий матч Лиги чемпионов с «Интером», который тренирует Симоне Индзаги.

## После матча
«Шахтёр» завоевал 9-й титул победителя Суперкубка Украины и сравнялся по этому показателю с рекордным достижением киевского «Динамо». Также «Шахтёр» выиграл свой 36-й трофей за время независимости Украины, что на два меньше, чем у «Динамо». Для итальянского тренера «Шахтёра» Роберто Де Дзерби Суперкубок Украины 2021 стал первым трофеем в его тренерской карьере. Де Дзерби стал 9-м тренером-победителем Суперкубка. Лучшим игроком матча признан нападающий «Шахтёра» Лассина Траоре, после матча ему вручили награду. Его назвали лучшим по итогам голосования читателей в телеграме Tribuna.com.
Впервые за всю историю турнира матч между «Шахтёром» и «Динамо» в Суперкубке завершился с крупным счётом. Это первое в матчах за Суперкубок крупное поражение «Динамо» (в 15-й игре). Только во второй раз была зафиксирована победа с крупным счётом в Суперкубке. Ранее, 4 июля 2010 года, «Шахтёр» в Запорожье обыграл «Таврию» — 7:1. Также была прервана победная серия «Динамо» в матчах за Суперкубок, которая длилась 3 игры.
11-й матч в Суперкубке провёл Тарас Степаненко, 10-й — Андрей Пятов (оба — «Шахтёр»). В 7-й раз добыл победу в Суперкубке Тарас Степаненко («Шахтёр»). Андрей Пятов стал 10-м капитаном-победителем Суперкубка, в том числе 3-м представителем «Шахтёра».
Алан Патрик забил свой 2-й гол в Суперкубке, а Лассина Траоре из Буркина-Фасо забил свои 1-й и 2-й мячи и стал автором 6-го дубля в истории турнира. Буркина-Фасо стала 12-й страной, чьи игроки забивали в Суперкубке. Дебютировали в Суперкубке 8 игроков «Шахтёра» Даниил Сикан, Ефим Конопля, Марлон, Майкон, Педриньо, Лассина Траоре (первый представитель Буркина-Фасо в Суперкубке) и 2 игрока «Динамо» Илья Забарный и Витиньо.
Арбитр Андрей Коваленко (Полтава) впервые судил матч Суперкубка, став 14-м арбитром в истории турнира. Также он стал первым арбитром из Полтавы, который судил встречу за Суперкубок. Выводили игроков на матчи за Суперкубок 15 разных тренеров, а больше всего именно Мирча Луческу — этот матч стал для него 13-м.